# 김진 (기업인)
김진(金振, 1949년 10월 30일~)은 서울특별시 출생이며, 백범 김구 선생의 친장손자(親長孫子)이자, 서언 김신 장군의 장남(長男)으로 대한민국의 CEO 기업인 출신의 전직 정치인이었던 그는 DJ 국민의 정부 시대 말기에 전직 평통 상임위원 등을 지냈다.

## 생애

### 일생
그는 1949년 10월 30일 서울특별시에서 출생하였고, 임정 국무령 등을 지낸 백범 김구 선생의 친장손자(親長孫子)이며, 공군참모총장과 교통부 장관을 지낸 김신의 장남(長男)이고, 외교관 김양의 형이다. 본관은 안동(安東)이다.

### 학력
- 1968년 2월 중화민국 타이완 타이베이 미국인고등학교 졸업
- 1972년 2월 미국 서던 캘리포니아 대학교 경영학과 학사
- 1983년 8월 미국 서던 캘리포니아 대학교 대학원 행정학과 행정학 석사

#### 비학위 수료
- 1998년 8월 연세대학교 언론홍보대학원 최고위과정 수료
- 1999년 8월 서울대학교 경영대학원 최고경영자과정 수료
- 2000년 8월 경남대학교 북한대학원 고위정책과정 수료

### 학창 시절 해외 유학
- 1965년 당시 중화민국 타이베이(타이완 수도)에 3년간 첫 해외 유학
- 1968년 당시 미국에 4년간 두번째 해외 유학

### 약력
- 1976년 행정고등고시에 19기로 공직에 입문(1976년 12월 1일)
- 1981년 행정공직에서 사퇴(1981년 3월 5일)를 선언한 후 재차 마지막으로 미국 유학(1981년 4월 27일)
- 1983년 당시 마지막 미국 유학을 끝마치고 귀국(1983년 8월 31일)
- 1984년 국제종합건설사 입사
- 1994년 국제종합건설사 기획감사실 실장
- 1996년 동서통상 대표이사 CEO 사장
- 1997년 글로벌씨스텍 대표이사 CEO 사장
- 1998년 대한주택공사 감사
- 2000년 새천년민주당 당무위원 겸 상임위원
- 2001년 민주평통 상임위원
- 2002년 새천년민주당 당무위원 겸 상임위원 직위 사퇴 및 탈당(2002년 6월 30일)
- 2003년 대한주택공사 CEO[1] 사장(2003년 3월 ~ 2006년 12월)
- 2008년 대한민국 국방대 객원교수(2008년 2월 ~ 2008년 8월)
- 2008년 송원대 국방경찰학과 객원교수(2008년 8월 ~ 2009년 2월)

## 가족 관계
- 할아버지: 김구(金九, 1876년 8월 29일 ~ 1949년 6월 26일)
- 할머니: 최준례
- 아버지: 김신(金信, 1922년 9월 21일 ~ 2016년 5월 19일) ... 대한민국 공참총장, 중화민국(타이완)의 주재 대한민국 대사, 교통부 장관, 초선 국회의원, 한국국민당 상임고문 겸 당무위원 등을 역임.
- 어머니: 임윤연(林胤嬿, 아명(兒名): 林胤燕, 1929년 ~ 1971년 11월 11일, 위암으로 사망)
  - 남동생: 김양(1953년 2월 24일 ~ , 상하이 주재 대한민국 총영사, 국가보훈처장 등을 역임.)
  - 남동생: 김휘(1955년 ~ , 나라기획 이사장 등을 역임.)
  - 누이동생: 김미(김호연 빙그레 회장의 아내)
- 큰아버지: 김인(金仁, 1917년 11월 12일 ~ 1945년 3월 29일)
- 큰어머니: 안미생(安美生, 1914년 ~ 2008년)
  - 사촌누나: 김효자(金孝慈, 1943년 8월 10일 ~ )

## 같이 보기
- 김신
- 김구
- 김양